# Geloofsbrief

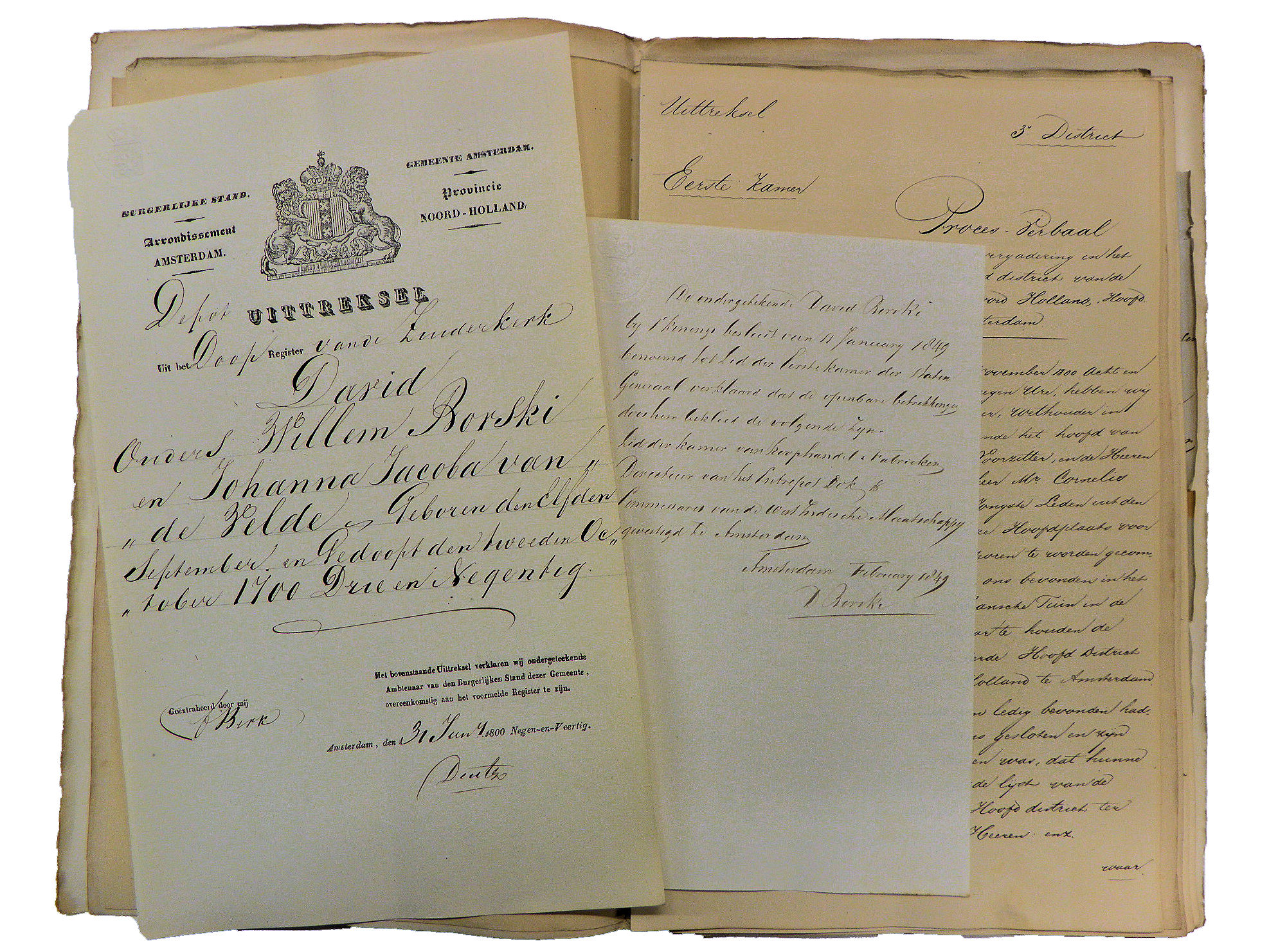
Dossier met de geloofsbrieven van David Borski, collectie Nationaal Archief.

Geloofsbrieven zijn schriftelijke bewijsstukken dat iemand bevoegd is benoemd te worden in een bepaalde functie. Het aanbieden van geloofsbrieven is een ritueel dat uit de late middeleeuwen stamt. Het woord wordt gewoonlijk in het meervoud gebruikt.

## Gebruik
De term wordt in de volgende situaties gebruikt: 
- Bij de benoeming van een ambassadeur; de geloofsbrieven zijn een verklaring van zijn staatshoofd, dat deze persoon dat staatshoofd als ambassadeur vertegenwoordigt.
- Bij de benoeming van iemand die in een overheidslichaam is gekozen; de geloofsbrieven bevatten de bewijsstukken dat iemand op wettige wijze gekozen is en voldoet aan de wettelijke eisen voor het lidmaatschap van dat overheidslichaam.
- Bij de benoeming van iemand die wordt afgevaardigd naar een of meerdere kerkelijke vergaderingen (classis of synode); de geloofsbrieven zijn ondertekend door hen die ze hebben afgevaardigd.

## Etymologie
De term geloofsbrieven is een vertaling van het Franse lettres de créance. Het deel geloof verwijst naar geloofwaardigheid, betrouwbaarheid, niet naar religieus geloof.

## Ambassadeurs
Een ambassadeur die naar een ander land wordt uitgezonden, toont geloofsbrieven van zijn staatshoofd aan het staatshoofd van het ontvangende land. Dit gaat vaak gepaard met enig ceremonieel. Als het om de ambassadeur van een koninkrijk gaat, betekent dit dat hij of zij namens zijn vorst de eerbied ontvangt, die volgens de diplomatieke traditie een koning toekomt. 

### Nederland

#### Geloofsbrieven van Nederlandse ambassadeurs
De geloofsbrieven van Nederland zijn steeds geschreven in het Frans, de internationale diplomatieke taal, tenzij in het ontvangende land Nederlands wordt gesproken. Dat laatste is het geval in België en Suriname. Ook in Zuid-Afrika worden ze in het Nederlands geschreven, hoewel dat daar sinds 1983 geen officiële taal meer is, maar het Afrikaans.

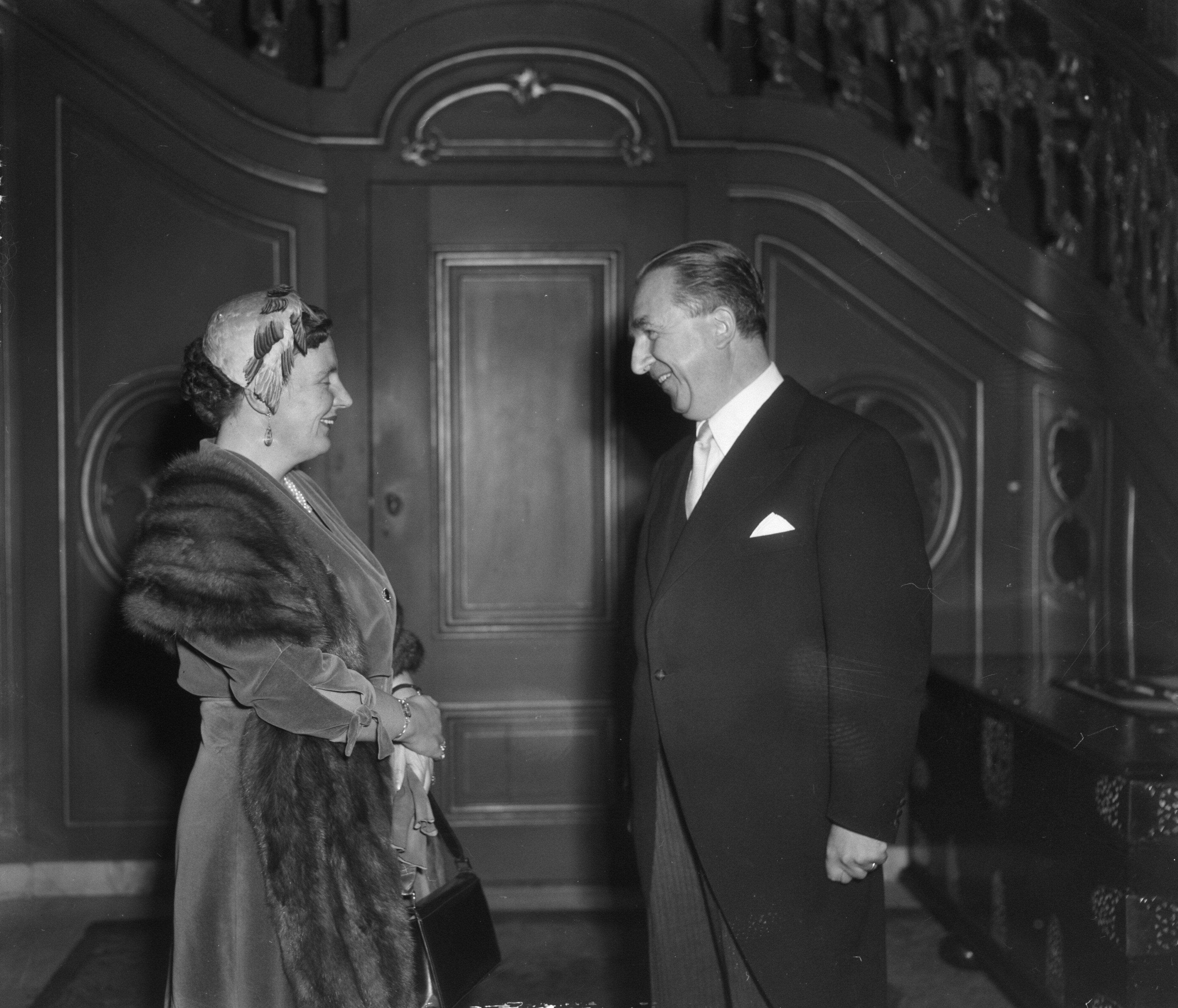
De nieuwe Amerikaanse ambassadeur in Nederland, H. Freeman Matthews wordt ontvangen door koningin Juliana voor het aanbieden van zijn geloofsbrieven (1953).

#### Geloofsbrieven van buitenlandse ambassadeurs in Nederland
Nieuwe ambassadeurs in Nederland bieden hun geloofsbrieven aan in Paleis Noordeinde. De ambassadeur, die formeel als de persoonlijke vertegenwoordiger van het staatshoofd geldt, wordt met een koets opgehaald en teruggebracht, eventueel met een tweede koets voor het gevolg. De ambassadeur wordt op Paleis Noordeinde ontvangen door de koning; dit is de eerste audiëntie bij de koning.
De ceremonie vindt altijd plaats op een woensdag. Na een eresaluut van vier tromroffels wordt het volkslied van het land van de aankomende ambassadeur ten gehore gebracht. Vervolgens inspecteert de ambassadeur de militaire erewacht. De nieuwe ambassadeur overhandigt gewoonlijk twee geloofsbrieven aan de koning: de eerste bevestigt dat de vorige ambassadeur teruggeroepen is, de tweede bevestigt dat de nieuwe ambassadeur gemachtigd is om namens diens staatshoofd of regering te spreken. Zijn de geloofsbrieven overhandigd, dan is de nieuwe ambassadeur in functie.
Komt er die dag nog een andere ambassadeur, dan begint de ceremonie opnieuw.

## Parlementen
In onder meer België en Nederland zijn parlementen bevoegd om de geloofsbrieven van hun leden te onderzoeken en te oordelen over betwistingen van de verkiezingsuitslag. Deze regeling, ingegeven door een strikt idee van de scheiding der machten, biedt volgens het Europees Hof voor de Rechten van de Mens te weinig garanties op onpartijdigheid. In een mijlpaalarrest uit 2010 werd Roemenië veroordeeld en deze rechtspraak werd in 2020 bevestigd naar aanleiding van een zaak ingespannen door Germain Mugemangango, wiens verkiezingsklacht in 2014 door het Waals Parlement was verworpen. Het arrest stelde dat de gevoerde procedure te veel discretionaire beoordelingsmarge liet aan het parlement en willekeur onvoldoende uitsloot. Het systeem van de parlementen als rechter en partij is in België opgenomen in artikel 48 van de Grondwet.